# Алисо-Вьехо
Алисо-Вьехо (англ. Aliso Viejo) — город  в холмах Сан-Хоакин на юге округа Ориндж в штате Калифорния в Соединённых Штатах Америки.
Согласно данным переписи населения США 2020 года число жителей города 
составляло 52 176 человек, что, для такого небольшого населённого пункта, существенно больше (+ 9.1%), чем было во время предыдущей переписи проводившейся в 2010 году (47 823 человека).

## История

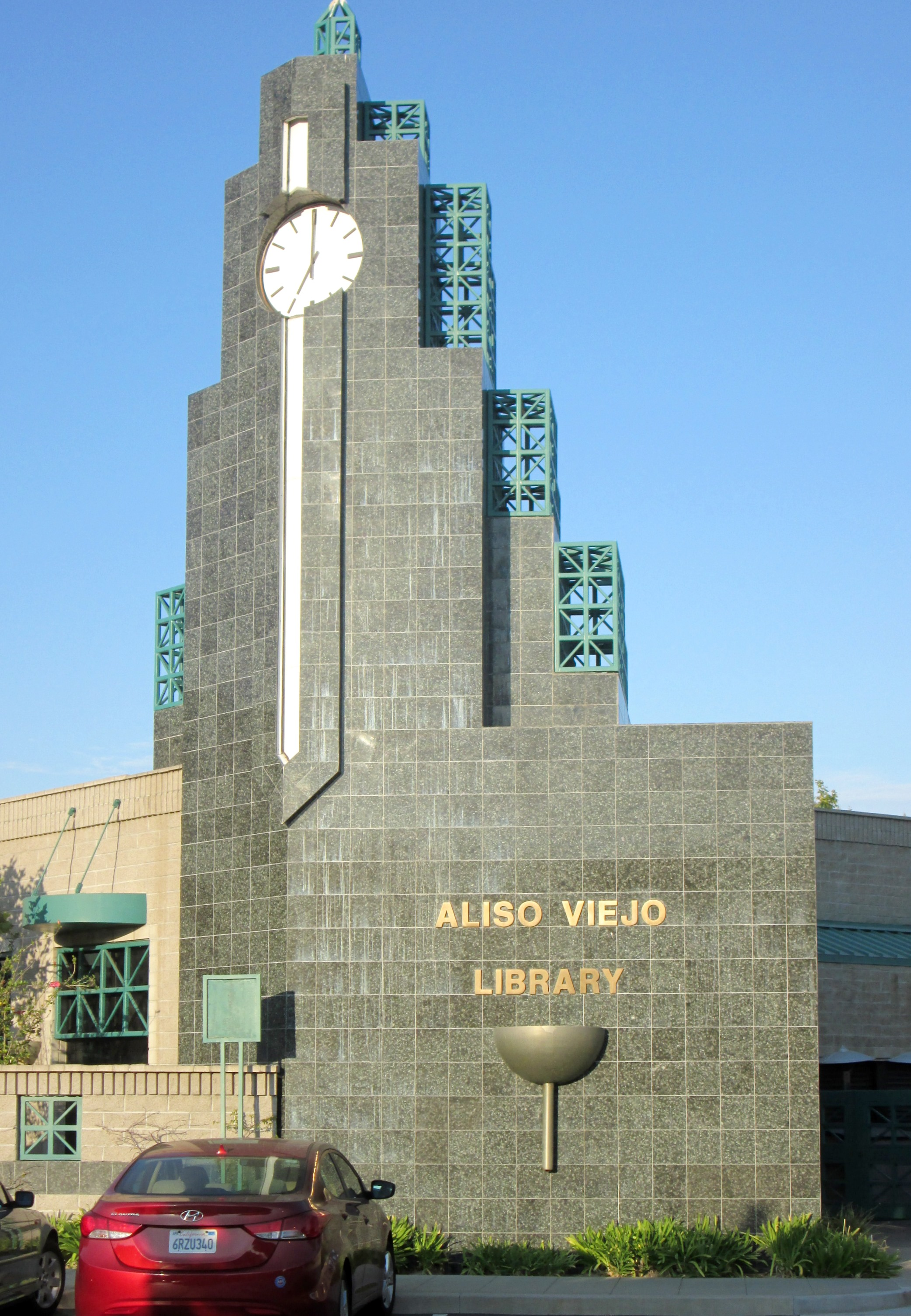
Городская библиотека

В доколумбову эпоху на этих землях на протяжении тысяч лет жили коренные американцы из народа ачжакемены.
С прибытием поселенцев участки индейской деревни стали южными районами ранчо Моултон. В 1976 году компания-застройщик выкупила 6600 акров для создания нового запланированного сообщества — Aliso Viejo — с генеральным планом на 20 000 домов для планируемого населения в 50 тысяч человек. Первые дома были выставлены на продажу в марте 1982 года.
В 2001 году сообщество официально получило статус города и тогда же была утверждена печать города. На печати изображены несколько гор, закат, дерево и несколько зданий, а также написан текст «Июль 2001 года» в честь даты включения города в реестр штата.

## География
Алисо-Вьехо граничит с городами Лагуна-Бич на западе и юго-западе, Лагуна-Хиллс на востоке, Лагуна-Нигел на юго-востоке и Лагуна-Вудс на севере.
Согласно данным Бюро переписи населения США, общая площадь города составляет 7,5 квадратных мили (19 км2), вся эта территория приходится на сушу.